# 倉本組
倉本組（くらもとぐみ）は、和歌山県和歌山市内に本部を置く暴力団で、指定暴力団山口組の二次団体。

## 歴代組長
- 初代：倉本広文（三代目山口組柳川組直参→三代目山口組初代宅見組→四代目山口組直参→五代目山口組若頭補佐）[2] 奈良市に倉本組本部を置いた。1998年病死[3]。
倉本初代死後、初代倉本組は貴広会と倉心会に分裂した[4]。
- 二代目：津田功一（六代目山口組若中）2005年、貴広会を二代目倉本組に改称。2010年引退。
- 三代目：河内敏之（六代目山口組若中）2010年三代目継承。2015年10月、山口組分裂が原因で六代目山口組から除籍された。
- 四代目：津田 力（六代目山口組若頭補佐[5]）2015年、三代目死去後、二代目倉心会と三代目倉本組を統合し倉本組四代目襲名。倉本組本部を奈良市から和歌山市へ移転。
五代目山口組初代倉本組組員[6]→五代目山口組初代倉心会本部長[6]→2008年 六代目山口組二代目倉心会会長[6]（2008年組織委員長[7]→2013年若頭付[7]→2014年組長付[7]）→六代目山口組四代目倉本組組長[4]（2015年）→六代目山口組若頭補佐大阪南ブロック長[4]。2017年5月から株式会社山輝代表[8]
2017年3月、六代目山口組若頭補佐就任[7]。2025年7月9日死去[9]。
和歌山市内で2025年7月12日に通夜（施主 司忍、葬儀執行委員長 竹内照明[10]）、7月13日に葬儀が行われた[11]。
株式会社山輝代表の後任に六代目山口組若頭補佐 山下昇会長（極粋会会長）が、五代目倉本組組長に四代目倉本組本部長 塚原心一の就任が、大阪南ブロック長には六代目山口組若頭補佐 中田浩司（五代目山健組組長）の就任が内定している[4]。

## 当代
- 組長・津田 力（1958年〈昭和33年〉12月23日生[12] - 2025年〈令和7年〉7月9日死去[9]（66歳没）、六代目山口組若頭補佐[12]）大阪南ブロック長[12]